# جون بيري
جون بيري (بالإنجليزية: John Berry (administrator))‏ (و. 1959 – م)هو دبلوماسي من الولايات المتحدة الأمريكية .
وهو عضو في الحزب الديمقراطي الأمريكي .

## التعليم
تعلم في جامعة ميريلاند (كوليج بارك)، وجامعة سيراكيوز.

## مناصب وهيئات
أدار وزارة الخارجية الأمريكية.